# Virgilio Mantova
I Virgilio Mantova sono stati una squadra football americano di Mantova

## Dettaglio stagioni

### Tornei nazionali

#### Campionato

##### Serie A
| Stagione | regular season | regular season | regular season | regular season | regular season | regular season | playoff | playoff | playoff | playoff | playoff | playoff   | playoff    |
|          | Vin            | Par            | Per            | Tot            | PF             | PS             | Vin     | Per     | Tot     | PF      | PS      | risultato | avversaria |
| -------- | -------------- | -------------- | -------------- | -------------- | -------------- | -------------- | ------- | ------- | ------- | ------- | ------- | --------- | ---------- |
| 1984     | 0              | 0              | 10             | 10             | 30             | 368            | -       | -       | -       | -       | -       | -         | -          |
| Totale   | 0              | 0              | 10             | 10             | 30             | 368            | -       | -       | -       | -       | -       |           |            |

Fonte: Enciclopedia del Football - A cura di Roberto Mezzetti

##### Serie B
| Stagione | regular season | regular season | regular season | regular season | regular season | regular season | playoff | playoff | playoff | playoff | playoff | playoff   | playoff    |
|          | Vin            | Par            | Per            | Tot            | PF             | PS             | Vin     | Per     | Tot     | PF      | PS      | risultato | avversaria |
| -------- | -------------- | -------------- | -------------- | -------------- | -------------- | -------------- | ------- | ------- | ------- | ------- | ------- | --------- | ---------- |
| 1985     | 4              | 1              | 5              | 10             | 149            | 158            | -       | -       | -       | -       | -       | -         | -          |
| 1986     | 0              | 0              | 10             | 10             | 20             | 309            | -       | -       | -       | -       | -       | -         | -          |
| Totale   | 4              | 1              | 15             | 20             | 169            | 467            | -       | -       | -       | -       | -       |           |            |

Fonte: Enciclopedia del Football - A cura di Roberto Mezzetti

#### Altri tornei
| Stagione | regular season | regular season | regular season | regular season | regular season | regular season | playoff | playoff | playoff | playoff | playoff | playoff    | playoff       |
|          | Vin            | Par            | Per            | Tot            | PF             | PS             | Vin     | Per     | Tot     | PF      | PS      | risultato  | avversaria    |
| -------- | -------------- | -------------- | -------------- | -------------- | -------------- | -------------- | ------- | ------- | ------- | ------- | ------- | ---------- | ------------- |
| CCG 1984 | -              | -              | -              | -              | -              | -              | 0       | 1       | 1       | 0       | 34      | Semifinale | Squali Genova |
| Totale   | -              | -              | -              | -              | -              | -              | 0       | 1       | 1       | 0       | 34      |            |               |

Fonte: Enciclopedia del Football - A cura di Roberto Mezzetti